# Lindernia inaperta
Lindernia inaperta é uma espécie botânica do gênero Lindernia pertencente à família Linderniaceae.